# Masters de la reforma
Masters de la reforma fue un programa español de entretenimiento presentado por Manel Fuentes. El programa fue emitido en Antena 3 entre el 6 de mayo y el 15 de julio de 2019, contaba con la producción de Shine Iberia, que buscaba a los mejores interioristas amateurs de España. Los concursantes competían por un premio de 130.000 euros en metálico, 20.000 en muebles y un curso a medida especializado en diseño de interiores en la Escuela Universitaria de Diseño y Tecnología en Madrid (ESNE).

## Formato
Masters de la reforma es un talent show en el que diez parejas con algún vínculo (amigos, familiares, parejas sentimentales…) compiten con el fin de ser los mejores interioristas amateurs del país. Para ello, realizan una serie de pruebas tanto dentro del plató como en localizaciones exteriores, repartidas por toda la geografía española. En cada prueba, las parejas deben reformar cualquier tipo de residencia o local de acuerdo con una temática, la cual va cambiando con cada desafío. Luego, el jurado valora tanto el proceso como el resultado y elige a la pareja que ha de abandonar el concurso, así hasta decidir qué dúo es el ganador en la gala final.
Por otro lado, el programa también ofrece al espectador consejos e ideas de interiorismo. Igualmente, propone soluciones prácticas tanto de estética como de funcionalidad a necesidades cotidianas relacionadas con las reformas y la decoración.

## Equipo

### Presentador
| Presentador   | Profesión   | Duración |
| ------------- | ----------- | -------- |
| Manel Fuentes | Presentador | 2019     |

### Jurado
| Jurado           | Profesión                         | Duración |
| ---------------- | --------------------------------- | -------- |
| Carolina Castedo | Arquitecta técnica y jefa de obra | 2019     |
| Pepe Leal        | Diseñador de interiores           | 2019     |
| Tomás Alía       | Interiorista                      | 2019     |

### Invitados
| Invitado                | Gala | Ocupación                                      | Información                                         |
| ----------------------- | ---- | ---------------------------------------------- | --------------------------------------------------- |
| Agatha Ruiz de la Prada | 1.ª  | Diseñadora de moda y aristócrata               | Cliente de la prueba de expulsión                   |
| Pascual Ortega          | 1.ª  | Interiorista                                   | Jurado invitado                                     |
| Carmen Lomana           | 2.ª  | Empresaria y jet set                           | Cliente de la prueba de expulsión                   |
| Eva González            | 3.ª  | Modelo y presentadora de televisión            | Cliente de la prueba de expulsión                   |
| Bárbara Chapartegui     | 3.ª  | Interiorista                                   | Jurado invitado                                     |
| Guillermo García Hoz    | 4.ª  | Diseñador de interiores                        | Invitado                                            |
| Silvia Abril            | 4.ª  | Actriz, humorista y presentadora de televisión | Cliente de la prueba de expulsión                   |
| Pilar Civis             | 4.ª  | Directora de la revista Interiores             | Jurado Invitado                                     |
| Lorenzo Castillo        | 5.ª  | Diseñador                                      | Jurado Invitado y cliente de la prueba de expulsión |
| Teresa Sapey            | 6.ª  | Interiorista                                   | Invitada                                            |
| Mario Vaquerizo         | 6.ª  | Vocalista de las Nancys Rubias                 | Clientes de la prueba de expulsión                  |
| Alaska                  | 6.ª  | Cantante                                       | Clientes de la prueba de expulsión                  |
| Ricardo de la Torre     | 7.ª  | Interiorista                                   | Invitado                                            |
| Tamara Falcó            | 7.ª  | Aristócrata y diseñadora de moda               | Cliente de la prueba de expulsión                   |
| Boris Izaguirre         | 8.ª  | Escritor y presentador de televisión           | Cliente de la prueba de expulsión                   |
| Bibiana Fernández       | 9.ª  | Actriz y cantante                              | Cliente de la prueba de expulsión                   |
| Pascual Ortega          | 10.ª | Interiorista                                   | Jurado invitado                                     |

## Masters de la reforma(2019)

### Concursantes
|                        | Concursantes  | Residencia    | Relación | Edad                        | Ocupación                      | Información              |
| ---------------------- | ------------- | ------------- | -------- | --------------------------- | ------------------------------ | ------------------------ |
|                        | Albert Gálvez | Barcelona     | Gemelos  | 38 años                     | Emprendedor de laboratorio     | Ganadores5.os expulsados |
| Iván Gálvez            | Hostelero     | Barcelona     | Gemelos  | 38 años                     |                                | Ganadores5.os expulsados |
| José Arroyo            | Vizcaya       | Matrimonio    | 43 años  | Empresario                  | 2.os finalistas                |                          |
| Iratxe Martín          | Vizcaya       | Matrimonio    | 44 años  | Empresaria                  | 2.os finalistas                |                          |
| Alexandre Alventosa    | Castellón     | Amigos        | 21 años  | Artista fallero             | 3.os finalistas                |                          |
| Naomi Palmer           | Castellón     | Amigos        | 24 años  | Educadora social            | 3.os finalistas                |                          |
| Antonio Cuevas         | Sevilla       | Pareja        | 25 años  | Arquitectos                 | 9.os expulsados                |                          |
| Elisa Molinero         | Sevilla       | Pareja        | 25 años  | Arquitectos                 | 9.os expulsados                |                          |
| Raúl Vázquez           | Cádiz         | Tío y sobrino | 40 años  | Albañil                     | 8.os expulsados3.os expulsados |                          |
| Sebastián Ochoa, Chano | Cádiz         | Tío y sobrino | 35 años  | Dependiente                 | 8.os expulsados3.os expulsados |                          |
| Paco Serrano           | Murcia        | Matrimonio    | 41 años  | Hostelero                   | 7.os expulsadas                |                          |
| Jéssica Navarro        | Murcia        | Matrimonio    | 35 años  | Administrativa              | 7.os expulsadas                |                          |
| Silvia Marco           | Murcia        | Amigas        | 29 años  | Arquitecta                  | 6.as expulsadas                |                          |
| Maite Mosquera         | Madrid        | Amigas        | 30 años  | Ingeniera de obras públicas | 6.as expulsadas                |                          |
| Javier Garrido         | Alicante      | Amigos        | 31 años  | Dependientes                | 4.os expulsados                |                          |
| Jonathan Coronado      | Alicante      | Amigos        | 27 años  | Dependientes                | 4.os expulsados                |                          |
| Borja Santos           | Guipúzcoa     | Amigos        | 34 años  | Ertzaintza                  | 2.os expulsados                |                          |
| Eric Bengoechea, Qrro  | Vizcaya       | Amigos        | 30 años  | Estudiante                  | 2.os expulsados                |                          |
| M.ª Ángeles Ruano      | Guadalajara   | Madre e hija  | 61 años  | Dependienta                 | 1.as expulsadas                |                          |
| Raquel Castrejón       | Guadalajara   | Madre e hija  | 29 años  | Teleoperadora               | 1.as expulsadas                |                          |

### Estadísticas semanales
|                      | Gala 1 | Gala 1     | Gala 2     | Gala 3     | Gala 4     | Gala 5     | Gala 6     | Gala 6     | Gala 7     | Gala 8    | Gala 8     | Semifinal  | Semifinal  | Final     | Final     | Final     |
| -------------------- | ------ | ---------- | ---------- | ---------- | ---------- | ---------- | ---------- | ---------- | ---------- | --------- | ---------- | ---------- | ---------- | --------- | --------- | --------- |
| Albert e Iván        | Entran | Salvados   | Favoritos° | Nominados  | Salvados   | Expulsados | Repescados | Nominados  | Inmunes°   | Favoritos | Favoritos  | Finalista  | Finalista  | Duelistas | Duelistas | Ganadores |
| José e Iratxe        | Entran | Nominados  | Salvados   | Salvados   | Nominados  | Favoritos  | Nominados  | Nominados  | Salvados   | Salvados  | Salvados   | Nominados  | Finalista  | Favoritos | Duelistas | Segundos  |
| Álex y Naomi         | Entran | Nominados  | Salvados   | Salvados   | Nominados  | Favoritos  | Salvados   | Salvados   | Nominados  | Nominados | Nominados  | Favoritos° | Finalista  | Terceros  |           |           |
| Antonio y Elisa      | Entran | Salvados   | Salvados   | Salvados   | Favoritos  | Nominados  | Salvados   | Salvados   | Salvados   | Nominados | Nominados  | Nominados  | Expulsados |           |           |           |
| Raúl y Chano         | Entran | Salvados   | Nominados  | Expulsados |            |            | Eliminados |            |            | Refuerzo  | Expulsados |            |            |           |           |           |
| Silvia y Maite       | Entran | Nominadas  | Nominadas  | Salvadas   | Salvadas   | Nominadas  | Favoritas° | Expulsadas |            | Refuerzo  | Eliminadas |            |            |           |           |           |
| Paco y Jéssica       | Entran | Favoritos  | Salvados   | Favoritos° | Nominados  | Nominados  | Nominados  | Nominados  | Expulsados |           |            |            |            |           |           |           |
| Javier y Jonathan    | Entran | Nominados  | Nominados  | Nominados  | Expulsados |            | Eliminados |            |            |           |            |            |            |           |           |           |
| Borja y Qrro         | Entran | Salvados   | Expulsados |            |            |            | Eliminados |            |            |           |            |            |            |           |           |           |
| M.ª Ángeles y Raquel | Entran | Expulsadas |            |            |            |            | Eliminadas |            |            |           |            |            |            |           |           |           |

(º) Pareja que tenía la mejor obra en la prueba inicial, pero se enfrentó a la prueba de eliminación.
     Pareja cuya obra fue considerada la mejor de la prueba inicial.
     Pareja que pasa a la siguiente ronda.
     Pareja que participa en la prueba de eliminación pero se libra de la valoración.
     Pareja que se enfrentó a la prueba de eliminación.
     Pareja que estuvo en la decisión final y casi es la pareja expulsada
     Pareja eliminada.
     Pareja que fue repescada.
     Pareja que fue inmune y se ganan el no poder ser expulsados.
     Pareja es finalista.
     Pareja que es duelista.
     La pareja quedó tercera.
     La pareja fue subcampeona.
     La pareja fue ganadora.

### Episodios y audiencias
| Fecha      | Características del programa                                                                | Audiencia         |
| ---------- | ------------------------------------------------------------------------------------------- | ----------------- |
| 06/05/2019 | Gala 1 / Presentación / Expulsión de M.ª Ángeles y Raquel                                   | 1 666 000 (13,8%) |
| 13/05/2019 | Gala 2 / Expulsión de Borja y Qrro                                                          | 1 144 000 (9,8%)  |
| 20/05/2019 | Gala 3 / Expulsión de Raúl y Chano                                                          | 921 000 (8,5%)    |
| 27/05/2019 | Gala 4 / Expulsión de Javier y Jonathan                                                     | 1 058 000 (9,2%)  |
| 03/06/2019 | Gala 5 / Expulsión de Albert e Iván                                                         | 1 046 000 (9,3%)  |
| 10/06/2019 | Gala 6 / Repesca de Albert e Iván / Expulsión de Silvia y Maite                             | 1 006 000 (9,2%)  |
| 17/06/2019 | Gala 7 / Expulsión de Paco y Jéssica                                                        | 989 000 (9,4%)    |
| 24/06/2019 | Gala 8 / Repesca y expulsión de Raúl y Chano                                                | 927 000 (8,2%)    |
| 01/07/2019 | Gala 9 / Expulsión de Antonio y Elisa                                                       | 1 005 000 (9,4%)  |
| 15/07/2019 | Gala 10 / Ganadores: Albert e Iván 2.º lugar: José e Iratxe / 3.er lugar: Alexandre y Naomi | 953 000 (9,2%)    |

     Líder en su franja horaria.

## PalmarésMasters de la reforma
| Edición                 | Fecha | Ganadores     | Subcampeones  | Terceros          |
| ----------------------- | ----- | ------------- | ------------- | ----------------- |
| Masters de la reforma 1 | 2019  | Albert e Iván | Iratxe y José | Naomi y Alexandre |

## Audiencias
| Edición                 | Fecha | Cadena   | Espectadores | Cuota de pantalla | Gran final     |
| ----------------------- | ----- | -------- | ------------ | ----------------- | -------------- |
| Masters de la reforma 1 | 2019  | Antena 3 | 1 072 000    | 9,6%              | 953 000 (9,2%) |